# Glazovi járás
A Glazovi járás (oroszul Глазовский район [Glazovszkij rajon], udmurtul Глаз ёрос [Glaz jorosz]) Oroszország egyik járása Udmurtföldön. Székhelye Glazov, de a város nem tartozik a járáshoz.

## Népesség
- 2002-ben 18 792 lakosa volt, melynek 79%-a udmurt, 17,4%-a orosz, 2%-a tatár.
- 2010-ben 17 132 lakosa volt, melyből 11 370 fő udmurt, 4 915 orosz, 418 tatár stb.